# Xã Somerset, Quận Belmont, Ohio
Xã Somerset (tiếng Anh: Somerset Township) là một xã thuộc quận Belmont, tiểu bang Ohio, Hoa Kỳ. Năm 2010, dân số của xã này là 1.245 người.